# Kashima (Ehime)
Kashima (japanisch 鹿島, „Hirschinsel“) ist eine unbewohnte Insel in der japanischen Seto-Inlandsee, die zum Verwaltungsgebiet der Stadt Ainan gehört. 

## Geographie
Sie liegt etwa 500 Meter westlich der zu Shikoku gehörenden Nishiumi-Halbinsel. Ihre Fläche beträgt 1,3 km² und der Umfang 6 km. Der höchste Punkt liegt auf 213 m. An der Küste liegen mehrere markante Meereshöhlen wie die Kashima-Höhle (鹿島洞) und die Mikazuki-Höhle (三日月洞).

## Geschichte
Die Insel diente dem Date-Klan des Uwajima-Lehens als Jagdgebiet. Seit 4. November 1955 ist die Insel von der Präfektur Ehime als Landschaftlich Schöner Ort ausgewiesen.

## Flora und Fauna
Die Insel ist Teil des Ashizuri-Uwakai-Nationalparks. Sie wird stark durch die warme Kuroshio-Strömung beeinflusst, sodass auf ihr subtropische Pflanzen gedeihen. Zu diesen zählen der Gewöhnliche Frauenhaarfarn, das Sumpffarngewächs Thelypteris parasitica, die Rosengewächse Rubus croceacanthus und Rubus okinawensis sowie die Gilbweiderichart Lysimachia sikokiana. Zu den selteneren Pflanzen gehören die Zitruspflanze Citrus tachibana, der Chinesische Sonnenschirmbaum, die Lorbeergewächsart Machilus thunbergii und Elaeocarpus zollingeri. Zudem wachsen dort die Betelnusspalme und Wacholder.
Zur Inselfauna gehören Japanmakaken und Sikahirsche. Auch Veilchentauben kommen auf die Insel, die sich am Nordrand ihres Verbreitungsgebiets befindet. Die Art wird von der Weltnaturschutzunion als potentiell gefährdet eingestuft und ist in Japan als Naturdenkmal ausgewiesen. Im Frühsommer tritt zudem die Leuchtkäferart Luciola parvula massenhaft auf.
Vor der Küste liegen dank der warmen Meeresströmung artenreiche Korallenriffe mit Steinkorallen und Weichkorallen. In diesen finden sich Fische wie die bis zu 90 cm groß werdende Papageifischart Scarus ovifrons, die Schnabelbarschart Oplegnathus fasciatus, die Schweinslippfischart Choerodon azurio und die Riffbarschart Chromis albicauda. Die Seegraswiesen in der Umgebung der Insel sind zudem eine wichtige Nahrungsquelle für die stark gefährdete Grüne Meeresschildkröte.

Vor Kashima vorkommende Fischarten
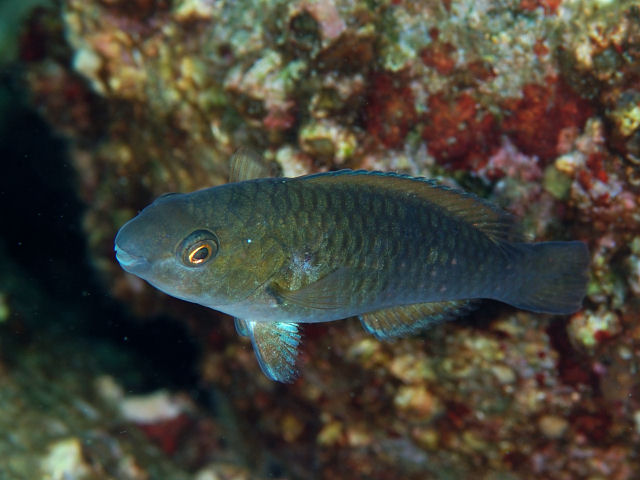
Scarus ovifrons
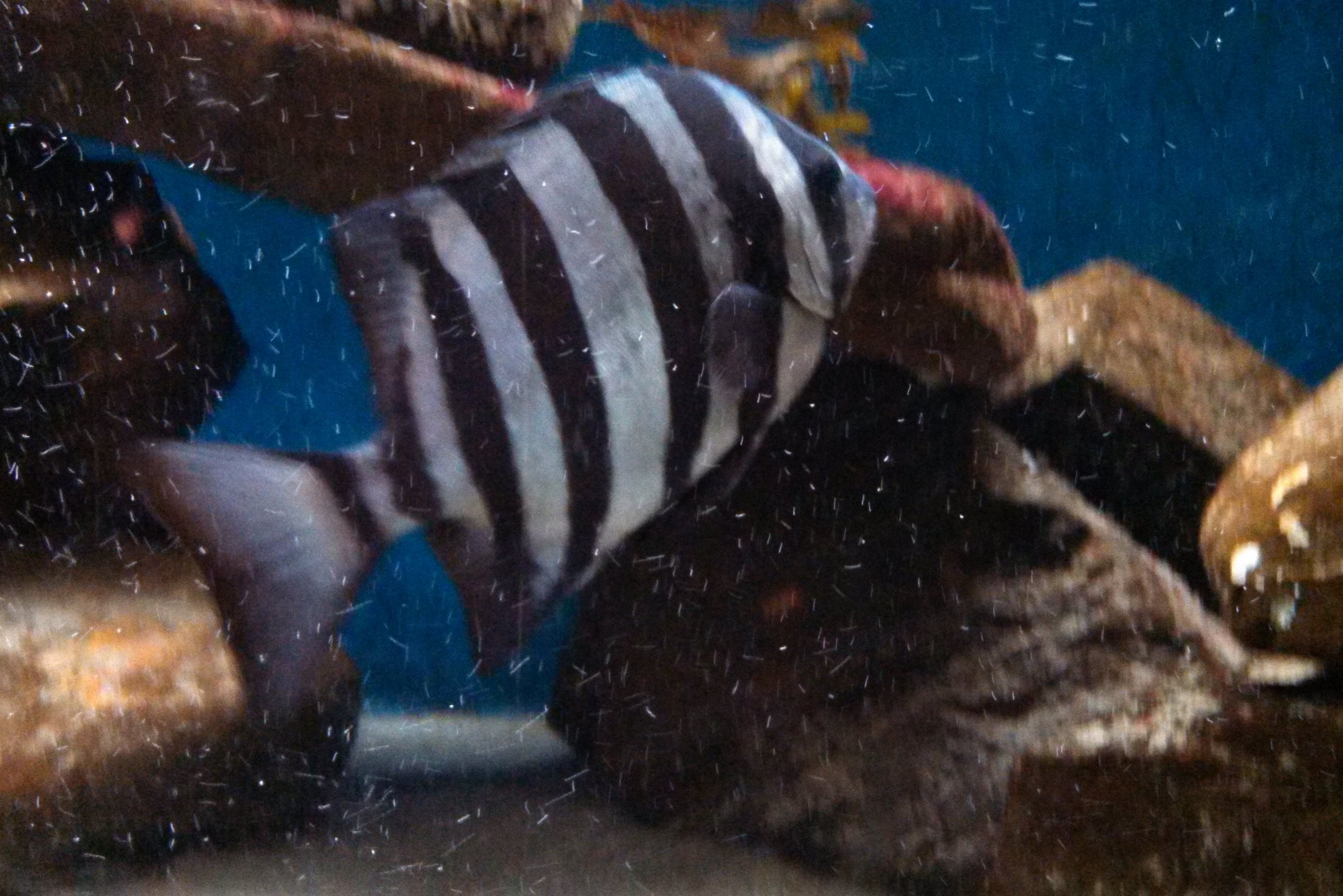
Oplegnathus fasciatus
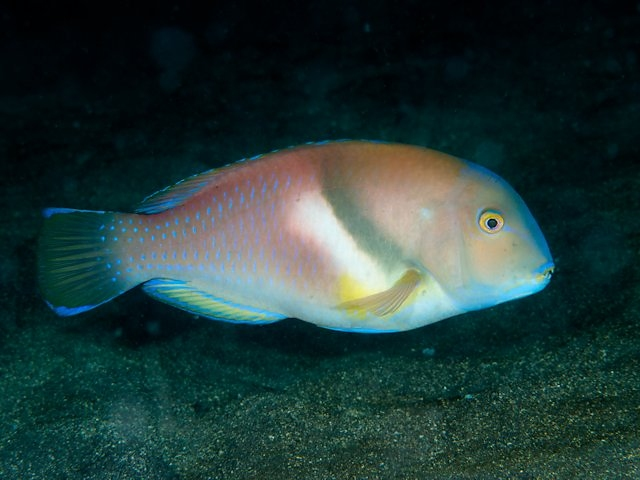
Choerodon azurio
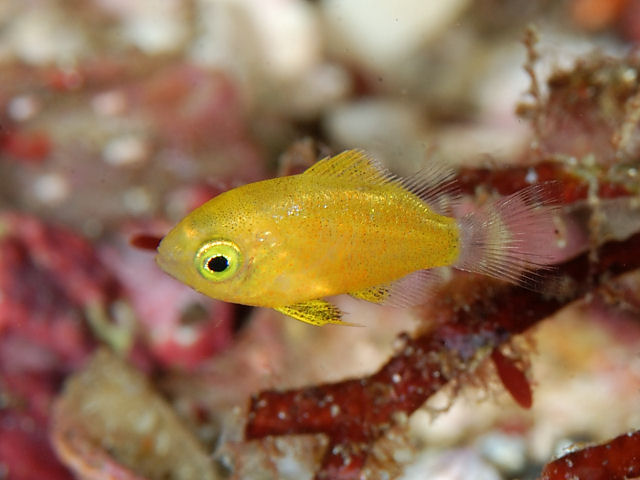
Chromis albicauda

## Infrastruktur und Tourismus
Auf der Nordostseite liegt ein Anlageplatz für Fähren und südlich davon ein Campingplatz mit Badestrand. Der Kashima-Strand wurde als einer der „88 besten Badestrände Japans“ ausgezeichnet.